# Diecéze Viana
Diecéze Viana je diecéze římskokatolické církve, nacházející se v Angole.

## Území
Diecéze zahrnuje severovýchodní část Angoly. Zahrnuje území měst Palanca, Buon Gesù, Calumbo, Catete, Barra di Kuanza, Cabo Ledo, Mumbondo, Kilamba Kiaxi, Demba Chio, Muxima a Massangano.
Biskupským sídlem je město Viana, kde se nachází hlavní chrám – katedrála sv. Františka z Assisi.
Rozděluje se do 19 farností. K roku 2017 měla 100 800 věřících, 13 diecézních kněží, 32 řeholních kněží, 56 řeholníků a 135 řeholnic.

## Historie
Diecéze byla zřízena 6. června 2007 bulou Cunctae catholicae papeže Benedikta XVI. z části území arcidiecéze Luanda.

## Seznam biskupů
- Joaquim Ferreira Lopes, O.F.M. Cap. (2007–2019)
- Emílio Sumbelelo (od 2019)